# 폴란드 인민군의 전투 서열
이 문서는 폴란드 인민군의 전투 서열을 다룬다.

## 1945년 폴란드 동부군 전투 서열

### 폴란드 동부군 최고사령부

#### 최고사령부 직할 예비대
- 제11보병사단
- 제12보병사단
- 제13보병사단
- 제14보병사단
- 제1전차군단(제2군 배속)
- 제7중전차연대
- 제10중포병연대
- 제46로켓포병연대
- 제49로켓포병연대
- 제51로켓포병연대
- 제11대전차포병여단
- 제52대전차포병여단
- 제4대공포병사단
- 제32대공포병연대
- 제2공병여단
- 제5공병여단
- 제3가설공병여단

#### 폴란드 동부군 제1군(제1벨로루시전선군 배속)
- 제1보병사단
- 제2보병사단
- 제3보병사단
- 제4보병사단
- 제6보병사단
- 제1기갑여단
- 제1기병여단
- 제4중전차연대
- 제5포병사단(HQ)
- 제1포병여단
- 제3포병여단
- 제2곡사포병여단
- 제5중포병여단
- 제4대전차포병여단
- 제13대전차포병여단
- 제1대공포병사단
- 제1공병여단

#### 폴란드 동부군 제2군(제1우크라이나 전선군 배속)
- 제5보병사단
- 제7보병사단
- 제8보병사단
- 제9보병사단
- 제10보병사단
- 제16기갑여단
- 제5 중전차여단
- 제2포병사단(HQ)
- 제6경포병여단
- 제7곡사포병여단
- 제8중포병여단
- 제9대전차포병여단
- 제14대전차포병여단
- 제28대전차포병연대
- 제3대공포병사단
- 제3박격포연대
- 제4공병여단

## 1985년 폴란드 인민군 전투 서열

### 폴란드 인민군
- 육군 총사령부(바르샤바,전시 바르샤바 조약의 북부 전선군을 형성)
  - 전선 사령부
    - 제6 '포모르스카'공중강습사단(크라쿠프)
      - 제6공중강습대대
      - 제10공중강습대대
      - 제16'쿠오브레츠스키'공중강습대대
      - 제18'쿠오브레츠스키'공중강습대대
      - 제5혼성포병대대
      - 제8수송대대
        - 제1수송중대
        - 제15의료중대
        - 제24 낙하/이착륙지점 확보중대
        - 무기정비반
        - 차량정비반

    - 제7 '뤼지카'해상공격여단(그단스크,1986년 제7'뤼지카'해안방어여단으로 감축)
      - 제33지휘중대
      - 제4'포모르스키'강습연대
      - 제34'부디진스키'강습연대
      - 제35'그단스키'강습연대
      - 제11상륙돌격전차대대
      - 제20로켓포병대대
      - 제41전술미사일대대
      - 제11공병대대
      - 제7정비대대
      - 제52정찰중대
      - 제29대공포대
      - 제23신호중대
      - 제7화학방어중대
      - 제23의료중대
      - 교통통제중대

    - 제1'바르샤바스카' 공병여단
    - 제2신호연대
    - 제3'바르샤바스카' 미사일포병여단
    - 제4화학방어여단
    - 제2내부신호연대
    - 제2통신기술정찰연대
    - 제8전자전연대
    - 제10통신위치정찰연대
    - 제15대공포병연대
    - 제61지대공미사일포병연대
    - 제91'바이헤로보'대전차포병연대
    - 제1돌격대대(특수부대)

  - 포메라니아 군구(비드고슈치,전시 91,000명의 병사들로 제1제병협동군 형성)
    - 제8'드레츠덴스카'기계화보병사단
      - 제16'드노우스코-뤼지코'중형전차연대
      - 제28'수데츠키'기계화연대
      - 제32'부디진스키'기계화연대
      - 제36'뤼지키'기계화연대
      - 제4포병연대
      - 제83대공포병연대
      - 제47로켓포병대대
      - 제1전술미사일대대
      - 제15사단포병 지휘포대
      - 제5정찰대대
      - 제19공병대대
      - 제13신호대대
      - 제8정비대대
      - 제39의료대대
      - 제64화학방어대대

    - 제12'슈체친'기계화보병사단
      - 제25'드레츠덴스키'중형전차연대
      - 제5'쿠오브레츠키'기계화연대
      - 제9'자오드루잔스키'기계화연대
      - 제41기계화연대
      - 제2포병연대
      - 제124대공포병연대
      - 제21로켓포병대대
      - 제22전술미사일대대
      - 제87사단포병 지휘포대
      - 제16정찰대대
      - 제2공병대대
      - 제33신호대대
      - 제12보급대대
      - 제8유지보수대대
      - 제45의료대대
      - 제19화학방어대대

    - 제15인민근위기계화보병사단
      - 제35전차연대
      - 제37기계화연대
      - 제50기계화연대
      - 제75기계화연대
      - 제9포병연대
      - 제46대공포병연대
      - 제19전술미사일연대
      - 사단포병 지휘포대
      - 제12정찰대대
      - 제46공병대대
      - 제29신호대대
      - 보급대대
      - 유지보수대대
      - 의료대대
      - 화학방어대대

    - 제16'카슈브츠카'기갑사단
      - 제1'바르샤바스키'전차연대
      - 제51'코시체르제나'중형전차연대
      - 제60'카르투스키'중형전차연대
      - 제55기계화연대
      - 제16포병연대
      - 제13대공포병연대
      - 제48로켓포병대대
      - 제4전술미사일대대
      - 사단포병 지휘포대
      - 제17정찰대대
      - 제47공병대대
      - 제43신호대대
      - 제16보급대대
      - 유지보수대대
      - 제47의료대대
      - 제51화학방어대대

    - 제20'바르샤바'기갑사단
      - 제24'드레즈덴츠키'전차연대
      - 제28'사스키'중형전차연대
      - 제68중형전차연대
      - 제49'바르샤바스키'기계화연대
      - 제36포병연대
      - 제75대공포병연대
      - 제26로켓포병대대
      - 제7전술미사일대대
      - 사단포병 지휘포대
      - 제8정찰대대
      - 제73공병대대
      - 제76신호대대
      - 보급대대
      - 유지보수대대
      - 의료대대
      - 화학방어대대

    - 제2'포모르스카'포병여단
    - 제5'마주르스카'공병여단
    - 제6'바르샤바스카'직사포병여단
    - 제7곡사포병여단
    - 제2'포모르스키'화학방어연대
    - 제4'뤼지키'신호연대
    - 제14'수데츠키'대전차포병연대
    - 제56특수중대

  - 실레지아 군구(브로츠와프,전시 89,500명의 병사들로 제2제병협동군 형성)
    - 제2'바르샤바스카'기계화보병사단
      - 제11전차연대
      - 제1'프라스키'기계화연대
      - 제2'베를린스키'기계화연대
      - 제3'베를린스키'기계화연대
      - 제1'베를린스키'포병연대
      - 제1'다르니츠키'대공포병연대
      - 제5전술미사일대대
      - 사단포병 지휘포대
      - 신호대대
      - 제1정찰대대
      - 제1공병대대
      - 제53유지보수대대
      - 제1화학방어중대

    - 제4'포모르스카'기계화보병사단
      - 제18전차연대
      - 제11'즈워토프스키'기계화연대
      - 제12기계화연대
      - 제17'드레츠덴스키'기계화연대
      - 제22포병연대
      - 제128대공포병연대
      - 사단포병 지휘포대
      - 제128대공포병연대
      - 전술미사일대대
      - 제4정찰대대
      - 제5공병대대
      - 제4신호대대
      - 제4보급대대
      - 제4유지보수대대

    - 제5'사스카'기갑사단
      - 제23전차연대
      - 제27전차연대
      - 제73전차연대
      - 제13기계화연대
      - 제113포병연대
      - 제5대공포병연대
      - 제25로켓포병대대
      - 제18전술미사일대대
      - 제84사단포병 지휘포대
      - 제2정찰대대
      - 제14공병대대
      - 제59신호대대
      - 제5보급대대
      - 제5정비대대
      - 제56의료대대
      - 제60화학방어대대

    - 제10'수데차'기갑사단
      - 제2전차연대
      - 제10전차연대
      - 제13전차연대
      - 제25기계화연대
      - 제39포병연대
      - 제18대공포병연대
      - 제8전술미사일대대
      - 제83사단포병 지휘포대
      - 제7정찰대대
      - 제41신호대대
      - 제21공병대대
      - 보급대대
      - 유지보수대대
      - 제54의료대대
      - 제58화학방어대대

    - 제11'드레츠덴스카'기갑사단
      - 제3전차연대
      - 제8전차연대
      - 제29전차연대
      - 제42기계화연대
      - 제33포병연대
      - 제66대공포병연대
      - 제43로켓포병대대
      - 제10전술미사일대대
      - 제17사단포병 지휘포대
      - 제9정찰대대
      - 제16공병대대
      - 제34신호대대
      - 보급대대
      - 제11유지보수대대
      - 제11의료대대
      - 제17화학방어대대

    - 제4'뤼지카'공병여단
    - 제5'포모르스카'직사포병여단
    - 제14곡사포병여단
    - 제18포병여단
    - 제1화학방어여단
    - 제6보안연대
    - 제10'사스키'신호연대
    - 제20대전차포병연대
    - 제62특수부대중대

  - 바르샤바 군구(바르샤바,전시 64,700명의 병사들로 제4제병협동군 편성)
    - 제1'바르샤바스카'기계화보병사단
      - 제11전차연대
      - 제1'프라스키'기계화연대
      - 제2'베를린스키'기계화연대
      - 제3'베를린스키'기계화연대
      - 제1'베를린스키'포병연대
      - 제1'다르니키'대공포병연대
      - 제5전술미사일대대
      - 사단포병지휘포대
      - 제1정찰대대
      - 제1공병대대
      - 신호대대
      - 제1보급대대
      - 제1유지보수대대
      - 제53의료대대
      - 제1화학방호대대

    - 제3'포모르스카'기계화보병사단
      - 제5전차연대
      - 제7기계화연대
      - 제8기계화연대
      - 제45기계화연대
      - 제3포병연대
      - 제18대공포병연대
      - 제42전술미사일대대
      - 사단포병 지휘포대
      - 제3정찰대대
      - 공병대대
      - 제57신호대대
      - 제3보급대대
      - 제3정비대대
      - 의료대대
      - 화학방어중대

    - 제9기계화보병사단
      - 제26전차연대
      - 제4기계화연대
      - 제14'쿠오브레츠키'기계화연대
      - 제30기계화연대
      - 제40포병연대
      - 제23대공포병연대
      - 제44전술미사일대대
      - 사단포병지휘포대
      - 제23정찰대대
      - 제13공병대대
      - 제30신호대대
      - 제17보급대대
      - 정비대대
      - 의료대대
      - 화학방어중대

    - 제1'바르샤바스카' 직사포병여단
    - 제8곡사포병여단
    - 제2'바르샤바스카'공병여단
    - 제32'뤼지카'포병여단
    - 제3화학방어연대
    - 제5 포달레 소총병 연대
    - 제9신호연대
    - 제15대공포병연대
    - 제80대전차포병대대
    - 제48특수부대중대

### 폴란드 공군
- 제4항공군단
  - 제7폭격정찰연대(포비지) - Su-20 전폭기 두개 편대
  - 제32전술 및 포병항공정찰연대(소하체프) - MiG-21R 정찰기 3개 편대
  - 제13항공수송연대(발리체) - An-26 수송기 1개 편대,An-2 수송기 1개 편대,IL-14 및 An-12 수송기 1개 편대
  - 제2전투폭격항공사단
    - 제6전투폭격연대(피와) - MiG-17F 전폭기 세개 편대
    - 제21폭격정찰연대(포비지) - MiG-17F 전폭기 두개 편대
    - 제45전투폭격연대(바비모스트) - MiG-17F 전폭기 세개 편대

  - 제3전투폭격항공사단
    - 제3전투폭격연대(비드고슈치) - Su-7BM/BKL 전폭기 세개 편대
    - 제8전투폭격연대(미로슬라비에츠) - MiG-17F 전폭기 세개 편대
    - 제40전투폭격연대(스비트빈) - MiG-17PF 전폭기 세개 편대

  - 제4항공사단
    - 제2전투비행연대(골레니우프) - MiG-21PFM 전투기 세개 편대
    - 제9전투비행연대(데브르즈노) - MiG-21M/MF 전투기 세개 편대
    - 제41전투비행연대(말보르크) - MiG-21MF 전투기 세개 편대
- 항공 전투보급수송사령부
  - 제32항공요격비행단
  - 제49헬기비행단
  - 제56헬기비행단
  - 제17항공수송비행단
  - 제36항공수송비행단
  - 제37항공수송비행단

### 폴란드 해군
폴란드 해군 사령부
- 해군 정치 및 지휘 사령부
  - 해군 중앙 군악대
- 폴란드 수상함대
  - 제3임무부대
  - 제8해안방어임무부대
  - 제9해안방어임무부대

- 폴란드 해군보병 및 함대육상보급부
  - 제9포대
  - 제1기술전단
- 폴란드 해군 항공대
  - 제7해군전투공격비행단
  - 제16특수비행단
  - 제15초계비행단
  - 제18항공정비대대
  - 제42함대대체전대

### 폴란드 방공군
- 제1방공군단-바르샤바
  - 제1방공전투기연대
  - 제10방공전투기연대
  - 제3방공지대공미사일여단
  - 제1방공통신기술연대
- 제2방공군단-비드고슈치
  - 제26방공전투기연대
  - 제28방공전투기연대
  - 제34방공전투기연대
  - 제4방공지대공미사일여단
  - 제26방공지대공미사일여단
  - 제2방공통신기술연대

- 제3방공군단
  - 제11방공전투기연대
  - 제39방공전투기연대
  - 제62방공전투기연대
  - 제1방공지대공미사일여단
  - 제79방공대공포연대
  - 제3방공통신기술연대

### 지역방위군/내무군
- 국가국방위원회 산하 내무군 병력
  - 제1내무방위군여단
  - 제2내무방위군여단
  - 제5내무방위군여단
  - 제14내무방위군여단
  - 제8내무방위군여단
  - 제20내무방위군보급여단
  - 제2내무방위군신호연대
- 내무군 지상방위병력
  - 제3내무방위군여단
  - 제13내무방위군여단
  - 제15내무방위군여단
  - 제10내무방위군여단
- 내무방위군 부교가설부대
- 내무방위군 공학 및 수색부대
  - 제2내무방위군 공학 및 수색대대
  - 제4내무방위군 공학 및 수색대대
  - 제6내무방위군 공학 및 수색대대

## 같이 보기
- 폴란드 인민군
- 바르샤바 조약 기구